# Flughafen El Calafate

i7
i11
i13
Der Flughafen El Calafate (offiziell: Aeropuerto Internacional Comandante Armando Tola) ist ein argentinischer Flughafen nahe der Stadt El Calafate in der Provinz de Santa Cruz. Der Flughafen, der als der westlichste Argentiniens gilt, ist einer der zentralen Flughäfen Südpatagoniens und wird verstärkt im Sommer von Touristen frequentiert, die das UNESCO-Weltkulturerbe, den Nationalpark Los Glacieres, besuchen. Der Flughafen ersetzt seit 2000 den älteren Lago Argentino Flughafen.

## Fluggesellschaften und Flugziele
| Fluggesellschaft      | Ziele                                                                                         |
| --------------------- | --------------------------------------------------------------------------------------------- |
| Aerolíneas Argentinas | Buenos Aires-Jorge Newbery, Buenos Aires-Ezeiza, Bariloche, Ushuaia, Trelew, Córdoba, Rosario |
| Flybondi              | Buenos Aires-Jorge Newbery                                                                    |
| JetSmart              | Buenos Aires-Jorge Newbery, Buenos Aires-Ezeiza                                               |
| LADE                  | Comodoro Rivadavia, Río Gallegos                                                              |
| Quellen:              |                                                                                               |